# Antoine-Alfred Marche
Antoine-Alfred Marche (15 de febrero de 1844, Boulogne-Billancourt - 31 de agosto de 1898, París) fue un naturalista y explorador francés que organizó o participó en varias expediciones a África, Filipinas y las Islas Marianas. 

## Biografía
Participó en tres expediciones a África Occidental; en 1872,  en 1873-74 y en 1875-77. Durante el segundo viaje, en compañía del también explorador francés Victor de Compiègne, recorrieron el río Ogooué, reconociendo más de cuatrocientos kilómetros de su curso y que previamente habían estado en blanco en los mapas. Los dos exploradores no pudieron completar el viaje río arriba, ya que enfermaron. Durante la tercera expedición, estuvo acompañado por el explorador italiano Savorgnan de Brazza pero, de nuevo, la enfermedad intervino y le obligó a regresar a Francia antes que sus compañeros.
Marche se formó en el Museo Nacional de Historia Natural de Francia bajo la dirección de Ernest Hamy, director de misiones científicas del Ministerio de Educación Pública. Fue enviado a Singapur y luego a Manila en 1879. Posteriormente realizaría otras visitas a Filipinas y durante la última, iniciada en 1886, visitó también las Islas Marianas, que recorrió desde 1887 hasta 1889. 
En 1887 recibió la Legión de Honor y terminó su carrera como archivista en Túnez. 

## En la ciencia
Marche hizo numerosas colecciones de varios artefactos, entre ellas una gran colección de especímenes de aves de las Marianas, recolectadas entre abril de 1887 y mayo de 1889. Algunos de estos especímenes resultaron ser nuevas especies de aves, como Cleptornis marchei, Ptilinopus marchei y Anthracoceros marchei, que fueron descritas por Émile Oustalet.
Además de las aves citadas, también el tejón mofeta de Palawan, Mydaus marchei (Huet, 1887), lleva su nombre.
Fue miembro fundador de la Sociedad Zoológica de Francia.